# Potez 650
Potez 650 là một loại máy bay vận tải quân sự của Pháp, từng hoạt động trong Chiến tranh thế giới II. Được phát triển từ loại máy bay chở khách Potez 62, 650 được chế tạo đặc biejet cho các đơn vị lính dù.

## Biến thể
Potez 65, Potez 650 TT
Potez 650
Potez 651

## Quốc gia sử dụng
Pháp
- Không quân Pháp - (Potez 650)

 România
- Không quân Hoàng gia Romania (Potez 651)

## Tính năng kỹ chiến thuật (Potez 650)
Đặc điểm tổng quát
- Chiều dài: 17,32 m (56,82 ft)
- Sải cánh: 22,45 m (73,65 ft)
- Chiều cao: 3,90 m (12,8 ft)
- Diện tích cánh: 76 m² (249 ft²)
- Trọng lượng rỗng: 4.632 kg (10.211 lb)
- Trọng lượng cất cánh tối đa: 7.500 kg (16.534 lb)
- Động cơ: 2 × Hispano-Suiza 12Xgrs1 hoặc Hispano-Suiza 12Xhrs1,  (720 hp)  mỗi chiếc

 Hiệu suất bay 
- Vận tốc cực đại: 300 km/h trên độ cao 2.000 m (186 mp/h trên độ cao 6,561 ft)
- Vận tốc hành trình: 250 km/h trên độ cao 2.000 m (155,3 mp/h trên độ cao 6.561 ft)
- Tầm bay: 1.200 km (745,6 mi)